# 天主教圖伊-維哥教區
天主教圖伊-維哥教區（拉丁語：Dioecesis Tudensis-Vicensis）是西班牙一個羅馬天主教教區，屬聖地亞哥-德孔波斯特拉總教區。圖伊教區相信成立於6世紀，1959年3月9日易名至今。
位於蓬特韋德拉省南部。2010年有532,459名教友（佔轄區總人口95.1%）、276個堂區、270名司鐸。現任教區主教為類思·金特羅·弗薩。